# Edwin Geist
Edwin Ernst Moritz Geist (* 31. Juli 1902 in Berlin; † 10. Dezember 1942 in Kaunas) war ein deutscher Komponist und Musikschriftsteller, der in Litauen von den Deutschen ermordet wurde.

## Biographie

### Die Jahre in Deutschland
Was sich bisher über das Leben Edwin Geists in Deutschland während der Zeit vor seinem Exil ermitteln ließ, ist sehr lückenhaft. Insbesondere über seine musikalische Ausbildung ist nichts bekannt. In seinem Tagebuch für Lyda aus dem Jahre 1942 spricht er von einer frühen Faszination für Bühne und Oper, geweckt durch eine Tante, die in einem Berliner Opernchor sang. In den Jahren 1924/25 und 1928/29 war Geist für jeweils eine Spielzeit an öffentlichen Bühnen tätig, zunächst als Korrepetitor in Stettin, später als Kapellmeister in Zürich. 1928 heiratete er Alexandra Brodowsky (1910–1999); die Ehe wurde 1931 geschieden. Aus der Zürcher Zeit stammt die früheste erhalten gebliebene Komposition: Drei Lieder für Bariton und Violine. Während von Geists Kompositionen, soweit bekannt, bis heute keine einzige gedruckt ist, publizierte er in den späten 1920er und frühen 1930er Jahren eine Anzahl kleinerer Aufsätze in verschiedenen Musikzeitschriften. In den Jahren seit 1933 entstanden weitere Lieder und eine nicht erhalten gebliebene Oper, Der Golem (das einzige Werk Geists, das in Stengels und Gerigks Lexikon der Juden in der Musik erwähnt ist). Im Oktober 1937 wurde Geist von der Reichsmusikkammer ein Berufsverbot erteilt, weil er Halbjude sei (Geists Vater, der schon zu Beginn des Ersten Weltkriegs starb, war jüdischer Herkunft). Geist wohnte zu dieser Zeit in Berlin und arbeitete an einem Musikschauspiel mit dem Titel Die Heimkehr des Dionysos, das er im Februar 1938 beendete.

### Exil in Litauen
1938 oder Anfang 1939 übersiedelte er in die damalige Hauptstadt Litauens, Kaunas. Im Juni 1939 heiratete er in zweiter Ehe die in Litauen geborene, jüdische Pianistin Lyda Bagriansky. Für Ausländer galt in Litauen ein generelles Arbeitsverbot, aber am Komponieren hinderte Geist hier niemand. In rascher Folge entstanden in den Jahren 1939–1941 wichtige Kompositionen: eine große Tanzpantomime als Nachtrag zur Heimkehr des Dionysos, drei Litauische Lieder, sodann sein vielleicht bedeutendstes Werk, die Kleine deutsche Totenmesse sowie eine Konzertouvertüre Antaeos und zwei Orchesterstücke Aus Litauen.
In Kaunas lernte Geist das deutsche Maler- und Buchhändlerehepaar Max Holzman (1889–1941) und Helene Holzman (1891–1968) kennen. Vor allem dank der Aufzeichnungen Helene Holzmans (Dies Kind soll leben) und der lebendigen Erinnerungen ihrer Tochter, Margarete Holzman (geb. 1924) in Gießen, gewinnen die Gestalt und das Leben Edwin Geists für seine litauischen Jahre deutlichere Konturen. Max Holzman publizierte im Verlag seiner Buchhandlung Geists deutsch geschriebene Abhandlung Antikes und Modernes im litauischen Volkslied. Sie erschien im Frühjahr 1940, wenige Wochen vor der Besetzung Litauens durch die Rote Armee, in deren Verlauf die Buchhandlung von Max Holzman geschlossen und der Verkauf der von ihm verlegten Bücher unterbunden wurde. Für Geist schienen sich in dem nun folgenden „Sowjetjahr“ dennoch neue Chancen aufgetan zu haben. Seine Kompositionstätigkeit nahm an Intensität noch zu, und in den Erinnerungen von Helene Holzman ist von einem Konzert in Vilnius und einer Aufführung seiner Musik im Radio die Rede.

### Ghetto und Ermordung
Mit dem Einmarsch der deutschen Wehrmacht im Juni 1941 und der unmittelbar darauf einsetzenden systematischen Verfolgung und Ermordung der jüdischen Bevölkerung begann auch für den Berliner „Halbjuden“ die Zeit der Schrecken. Dem Befehl, wie alle Juden in das neu errichtete Ghetto von Kaunas zu übersiedeln, hätte er sich entziehen können, wenn er sich von seiner jüdischen Frau hätte scheiden lassen. Das lehnte er jedoch ab und lebte, während der ersten, von zahlreichen Massenmordaktionen geprägten Monate, unter elenden Umständen mit Lyda im Ghetto. Sie bestärkte ihn Anfang 1942 alles zu tun und, wenn nötig, auch eine Scheidung in die Wege zu leiten, um aus dem Ghetto freizukommen. Ende März 1942 konnte Geist das Ghetto tatsächlich verlassen. Die Scheidung zögerte er jedoch hinaus und versucht sogar, den deutschen Behörden mit falschen Behauptungen und gefälschten Dokumenten plausibel zu machen, dass auch seine Frau keine Jüdin sei, also ebenfalls aus dem Ghetto entlassen werden müsse. In einem nervenaufreibenden Kleinkrieg mit den Behörden, den er in seinem Tagebuch für Lyda in dramatischen Einzelheiten schildert, gelang es ihm tatsächlich, Lyda im August 1942 freizubekommen. Anfang Dezember jedoch wurde er von der Gestapo verhaftet und am 10. Dezember 1942 im IX. Fort in Kaunas erschossen. Was den für die Aktion verantwortlichen SS-Hauptscharführer Helmut Rauca zur Erschießung Edwin Geists veranlasst hatte, ist unklar. Die Täuschungsmanöver zur Befreiung seiner Frau scheinen die deutschen Behörden jedenfalls nicht durchschaut zu haben, denn Lyda musste nicht ins Ghetto zurückkehren. In der gemeinsamen Wohnung im Zentrum von Kaunas nahm sie sich Anfang Januar 1943 aus Verzweiflung über das Verschwinden ihres Mannes das Leben.

### Das Überleben der Werke
Dass die Kompositionen von Edwin Geist erhalten geblieben sind, ist der Verwegenheit eines litauischen Violinisten, Vladas Varčikas, zu verdanken, der zusammen mit einem Freund nachts in die nach Lydas Selbstmord von der Gestapo versiegelte Wohnung einbrach und die in der schon geplünderten Wohnung herumliegenden Manuskripte davonschleppte, um sie an einem sicheren Ort zu verstecken. Dort blieben sie, bis sich Mitte der 1960er Jahre im sowjetischen Litauen ein Interesse an Geists Musik und an seinem Schicksal zu regen begann. Seinen prägnantesten Ausdruck fand dieses Interesse in einem die historischen Tatsachen in mancher Hinsicht stark verfremdenden Theaterstück zweier litauischer Autoren, Jokubas Skliutauskas und Mykolas Jackevičius, und in zwei Konzerten mit Werken von Geist, die im Februar 1973 in Vilnius und Kaunas stattfanden. Der Dirigent dieses Konzerts, Juozas Domarkas, unternahm wenig später eine Reise in die DDR und brachte als Gastgeschenk eine Tonbandaufnahme seines Konzertes und einige Manuskripte von Geist mit. Diese Werke befinden sich heute in der Musikabteilung der Staatsbibliothek zu Berlin. So entstand für einige Jahre auch im östlichen Teil Deutschlands ein gewisses Interesse an Geists Musik, das auf Westdeutschland nicht übergriff.
Erst die Veröffentlichung der Aufzeichnungen von Helene Holzman im Jahre 2000 und eine von Jokubas Skliutauskas ausgehende Initiative in Litauen führten anlässlich von Geists 100. Geburtstag im Jahre 2002 zur erstmaligen Aufführung seines Musikschauspiels Die Heimkehr des Dionysos in Vilnius (Regie: Wladimir Petrowitsch Tarassow; musikalische Leitung: Juozas Domarkas). Seither ist in Litauen, in Deutschland und in den USA bei mehreren Gelegenheiten Musik von Geist gespielt und im Radio gesendet worden. Die erste im Handel erhältliche CD mit seiner Musik ist im Juni 2007 erschienen.

## Musikalische Werke
Sämtliche Kompositionen sind in Form von Manuskripten erhalten, die Edwin Geist selbst, meist als Reinschrift, angefertigt hat. Von diesen Werken sind bisher keine im Druck erschienen. Ein komplettes Werkverzeichnis findet sich auf der Seite edwin-geist.de.
- 1928: Drei Lieder (Tagesanbruch; Abbild; Durch die Nacht)
- 1933: Chor der Toten; Schnitterlied
- 1933: Der seltsame Abend
- 1936: Ich finde dich in allen diesen Dingen
- 1938: Die Heimkehr des Dionysos
- 1939: Apollinisch-dionysische Tanzpantomime
- 1940: Drei litauische Lieder (Schwerer Abend; Seeballade; Dynamik des Frühlings)
- 1940: Kleine deutsche Totenmesse – Requiem (Chor der Toten an die Lebenden; Totentanz; Fugato; Chor der Lebenden an die Toten)
- 1941: Antaeos
- 1941: Aus Litauen (Introduktion; Fugierter Marsch)
- 1942: Das Tanzlegendchen
- 1942: Kosmischer Frühling

## Schriften
- Rundfunk-Film-Schallplatte. Bedeutung und Aufgabe der elektrischen Musikinstrumente. In: Melos 12. Jg., 1932, S. 49–52.
- Die künstlerischen Aufgaben elektrischer Musikinstrumente. In: Funk. Die Wochenschrift des Funkwesens. Heft 20, 13. Mai 1932, S. 77–78.
- Verzögerungssituation in Wagners Werken. Ein Beitrag zur dramatischen und epischen Oper. In: Signale für die musikalische Welt, Berlin, 92. Jg. 1934, Nr. 13/14, S. 196–199.
- Die Bedeutung des Volksliedes. In: Signale für die musikalische Welt. Berlin, 92. Jg. 1934, Nr. 34/35, S. 473–474.
- Form und Stil. Alban Bergs Wozzeck. In: Signale für die musikalische Welt, Berlin, 93. Jg. 1935, Nr. 1/2, S. 2–3.
- Vom litauischen Volkslied. In: Schweizerische Musikzeitung, Zürich, Jg. 79, Heft 1, Januar 1939, S. 4–6.
- Opernkrise? In: Schweizerische Musikzeitung, Zürich, Jg. 79, Heft 5, März 1939, S. 107–110.
- Die Volksoper. In: Muzikos Barai, Kaunas, April 1939.
- Über das lettische Volkslied. In: Lietuvos Aidas [Litauisches Echo], Kaunas, 23. Oktober 1939.
- Antikes und Modernes im Litauischen Volkslied. Mit einem Vorwort von Vladas Jakubenas, Kaunas, Pribačis 1940.
- Für Lyda. Tagebuch 1942. Hrsg. von Jokubas Skliutauskas. Vilnius, Baltos Lankos 2002.
- „Stündlich zähle ich die Tage…“ Tagebuch für Lyda. März – August 1942. Vorgestellt von Reinhard Kaiser. Berlin, AB-Die Andere Bibliothek GmbH & Co.KG 2012.

## Tonträger
1. Mitschnitt eines Konzerts mit Werken von Edwin Geist
  1. Aus Litauen
  2. Ich finde dich in allen diesen Dingen, Schwerer Abend, Seebalade, Dynamik des Frühlings
  3. Antaeos
  4. Kleine deutsche Totenmesse
  5. Apollinisch-dionysische Tanzpantomime
2. Drei Lieder
  1. Tagesanbruch
  2. Abbild
  3. Durch die Nacht
3. Edwin Geist (1902–1942): Kammermusik und Lieder (ISBN 978-3-936168-45-7)
  1. Der seltsame Abend.
  2. Ich finde dich in allen diesen Dingen
  3. Drei Lieder (Tagesanbruch, Abbild, Durch die Nacht)
  4. Kosmischer Frühling
  5. Drei litauische Lieder (Schwerer Abend, Seeballade, Dynamik des Frühlings)